# 东于哲
东于哲是马来西亚的二人男子演唱組合，成員有郭晓东（別名小東）、陳澤耀（別名阿澤），团名亦由二人的名字组合而成。於2009年正式出道。2021年3月，因小东（郭晓东）签约葡萄子娱乐（WebTVAsia）旗下的铁人娱乐，目前各自单飞，但是团体未宣布解散。

## 成員介紹
| 本名   | 出生日期      | 國籍     |
| ------ | ------------- | -------- |
| 郭曉東 | 1990年5月24日 | 马来西亚 |
| 陳澤耀 | 1991年3月3日  | 马来西亚 |

## 演藝經歷
2009年发行首张同名EP出道。
2010年发行单曲《爱的奇迹》，东于哲首次参与作词。
2011年东于哲正式进军台湾市场。
2018年2月正式加盟洹国际文化，将以歌影视全方位在中国发展。
05月8日携新歌《黑白说》在北京召开大型签约记者会，正式与内地媒体见面。同月12日，亮相央视《全球中文音乐榜上榜》推广最新单曲《黑白说》，两人绝佳的默契利落的舞蹈，让到过星马参加多次音乐盛典的主持人之一文超非常激动，不断的跟电视机前观众与搭档任鲁豫描述《东于哲》组合的实力与地位，就是马来西亚的羽泉。
2018年5月18日全新单曲《黑白说》发布，独特的声线，虚实结合加之略带复古的电子乐曲风，电力爆棚。5月26日，受邀出席第14届马来西亚《娱协30》颁奖典礼，并献唱典礼主题曲《Star》。6月22日，受邀出席第21届上海国际电影节亚洲新人奖颁奖盛典。压轴登场表演歌舞串烧。
2018年9月23日，中秋节前夕，厦门五缘湾上古文化园Party Park，由大陆、香港、台湾两岸三地以及马来西亚四地优秀音乐人共同举办的“电音狂响曲”中秋博饼派对，东于哲以最新舞曲《黑白说》开场，并将马来西亚音乐创作人多首作品用电音remix串烧，配合四位嘻哈舞者大跳各种地板动作，并与来自香港的性感女神张暖雅男女合唱多首粤语经典歌曲。
2019年6月23日，在上海举行“东于哲奇迹演唱会”十年专场。 

## 音乐作品

### 正规专辑
- 2009年东于哲·首张同名EP（2009年9月24日發行）

1. Impress
2. 太阳雨（Alpha热水器 Impress系列 广告歌 / 偶像剧《高校铁金刚》片尾曲）
3. 你看不到（偶像剧《高校铁金刚》主题曲）
4. 因为你（GreenBox 好青年公益计划 活动歌）
5. 等待
6. 厚脸皮（偶像剧《逆风18》片尾曲）
7. To be continue

- 2011年最最喜歡EP（2011年8月17日發行）

1. It's Summer
2. 十九之夏
3. 最最喜歡妳
4. 地球淚了
5. 躲貓貓（偶像劇《我和我的兄弟·恩》片頭曲）
6. 白沙灣
7. Buddy（偶像劇《我和我的兄弟·恩》插曲）

- 2013年第三個心願（2013年10月1日發行）

1. 第三個心願
2. 我挺你（與陳威全crossover）
3. 童話（偶像劇《麵包樹下的女人》插曲）
4. 荷爾蒙
5. 取暖
6. 幸福的風
7. 第三個心願 加長版

- 2016年FANTASY（2016年6月15日發行）

1. Fantasy
2. 象
3. 零怀疑
4. 光良唱过我的故事
5. 富有
6. LOVEOD
7. 我就是谁 no-ID

### 單曲
- 2010年爱的奇迹（2010年發行）(3月3號)
- 我的我的(2010年发行，为马来西亚电台MY台庆主题曲)
- 一点点（2012年发行，为情人节单曲）
- 荷尔蒙（2012年发行）
- Wow（2014年发行）
- 我就是誰 no-ID(2015年發行)
- 扑火(2016年發行)
- 黑白說(2018年發行)

## 電視
| 首播     | 劇名                                       | 角色                                      | 性質       |
| -------- | ------------------------------------------ | ----------------------------------------- | ---------- |
| 2009年   |                                            |                                           |            |
| 4月4日   | 逆風18 Love 18                             | 阿 哲（陈泽耀饰演）                       | 男主角之一 |
| 11月7日  | 高校铁金刚 Yes Sir!                        | 程小东（郭晓东饰演） 万安哲（陈泽耀饰演） | 男主角之一 |
| 2011年   |                                            |                                           |            |
| 7月11日  | 我和我的兄弟·恩 I, My Brother              | 大惠(陈泽耀饰演) 大恩(郭晓东饰演)         | 男主角     |
| 10月19日 | 高校铁金刚 (台湾) Yes Sir!                 | 程小东(郭晓东饰演) 万安哲(陈泽耀饰演)     | 男主角之一 |
| 2012年   |                                            |                                           |            |
| 11月8日  | 我的超龄校友 After Class                   | 陈志新（郭晓东饰演）                      | 男主角之一 |
| 2013年   |                                            |                                           |            |
| 7月11日  | 逆光青春 Backlight Lovers                  | 馬可中（陈泽耀饰演）                      | 男主角     |
| 2014年   |                                            |                                           |            |
| 2月19日  | 坏青春 Teen Edge                           | 杨捷（陈泽耀饰演）                        | 男主角     |
| 4月25日  | 日落洞 Entangled                           | 李天柱（陈泽耀饰演）                      | 男主角     |
| 2015年   |                                            |                                           |            |
| 4月30日  | 心迷 Mind Game                             | 洪俊荣（陈泽耀饰演）                      |            |
| 5月17日  | 最佳难主角 Secret of Success               | 閔浩（陈泽耀饰演）                        | 男主角     |
| 2016年   |                                            |                                           |            |
| 1月26日  | 记忆中的菜单 The Missing Menu‬              | 陈家欢（陈泽耀饰演）                      | 男主角     |
| 10月7日  | 回盼 Unchained Fate‬‬                        | 李柏宇（陈泽耀饰演）                      | 男主角     |
| 2018年   |                                            |                                           |            |
| 1月1日   | 小陈医生 Dr. Chen's Diary                  | 陈敬贤（陈泽耀饰演）                      | 男主角     |
| 1月1日   | 爱屋吉屋 All Under One Roof                | 萧敬凯（郭晓东饰演）                      | 男主角     |
| 1月1日   | 春天花啦啦！一屋满堂 Singing in the Spring | 小东（郭晓东饰演）                        |            |
| 2024年   |                                            |                                           |            |
|          | 化外之醫                                   | （陈泽耀饰演）                            | 男配角     |

## 写真集
- 《青春1夏》写真集 + 「因为你」广播剧CD + MV DVD (2010)
- 《赏》写真集 +「荷尔蒙」单曲CD（2012）

## 獎項

### 2010年
- 馬來西亞《MY Astro至尊流行榜頒獎典禮2009》
  - 至尊大馬電視原創歌曲 - 厚臉皮（东于哲）
  - 至尊男新人（大馬）
  - 至尊組合/樂團（銅獎）
  - 至尊金曲20 - 太陽雨

- 馬來西亞《娛協獎頒獎典禮》
  - 最受歡迎K歌獎（銅）：東于哲《大陽雨》
  - 新人推薦獎（金）

### 2011年
- 馬來西亞《MY Astro至尊流行榜頒獎典禮2010》
  - 至尊人氣歌手
  - 全台主持聯頒至尊歌手（大馬）
  - 至尊金曲：《愛的奇跡》

### 2012年
- 馬來西亞《MY Astro至尊流行榜頒獎典禮2011》
  - 至尊專業表現大獎 （大马）
  - 至尊金曲：《最最喜欢你》

### 2013年
- 馬來西亞《MY Astro至尊流行榜頒獎典禮2012》
  - 至尊金曲：＜一点点＞
  - 至尊组合（大马）

### 2014年
- 香港 香港新城国语力颁奖典礼

### 2015年
- 马来西亚
  - RedBox & GreenBox全国K歌颁奖典礼《我就是谁》
  - 2015世界杰出名人榜 (飞跃成就奖)

## 外部連結
- 东于哲facebook（页面存档备份，存于）